# 42 a.C.
42 a.C. foi um ano comum do século I a.C. que durou 365 dias. De acordo com o Calendário Juliano, o ano teve início e terminou a uma terça-feira. a sua letra dominical foi F.
| Ano completo                       |
| ---------------------------------- |
| Ano comum com início à terça-feira |

## Eventos
- 1 de Janeiro — O senado romano deifica postumamente Júlio César.
- Lépido, pela segunda vez, e Lúcio Munácio Planco, cônsules romanos.
- Terceiro ano da Revolta Siciliana, liderada por Sexto Pompeu.
- Segundo e último ano da Guerra Civil dos Liberatores entre os assassinos de Júlio César (liberatores) e os cesarianos.
  - Bruto e Cássio submetem Rodes, o Reino da Capadócia e a Liga Lícia no oriente, consolidando a posição dos liberatores no oriente.
  - No mar, os almirantes Cneu Domício Enobarbo e Lúcio Estaio Murco derrotam as forças dos liberatores.
  - Em dois confrontos, em 3 e 23 de outubro, os triúnviros Marco Antônio e Otaviano derrotam definitivamente as forças de Bruto e Cássio na Batalha de Filipos. Os dois liberatores Cássio se suicidou 3 Outubro e Bruto 23 se suicidam.
  - Depois da derrota de Bruto e Cássio, muitos senadores se suicidam ou são executados. Os remanescentes juntam suas forças às de Sexto Pompeu, que controla a Sicília e a Sardenha.

## Nascimentos
- 16 de novembro - Tibério, imperador romano (m. 37 d.C.).

## Mortes
- 3 de Outubro - Cássio, assassino de Júlio César (suicídio assistido)
- 23 de Outubro - Bruto, assassino de Júlio César (suicídio assistido). Nascimentos Tibério

## Curiosidade
- Pelo novo calendário juliano, os anos bissextos, cujo primeiro foi 45 a.C., deveriam ocorrer a cada quatro anos. Por um erro de interpretação, foi considerado que cada quarto ano era bissexto, e este ano teve trezentos e sessenta e seis dias, contando com o dia 29 de fevereiro. Este erro continou até o trigésimo-sétimo ano após a reforma.